# 蓋恩 (阿肯色州)
蓋恩（英語：Guion）是一個位於美國阿肯色州伊澤德縣的城市。

## 地理
蓋恩的座標為35°55′35″N 91°56′26″W / 35.92639°N 91.94056°W，而該地的平均海拔高度為96米（即315英尺）。

## 人口
根據2010年美國人口普查的數據，蓋恩的面積為1.45平方千米，皆為陸地。當地共有人口68人，而人口密度為每平方千米46人。